# Gotra
Gotra é a linhagem ou clã atribuído a um hindu ao nascer. Na maioria dos casos, o sistema é patrilinear e a gotra atribuída é a do pai da pessoa. Outros termos para que são vansh, vanshaj, bedagu, purvik, purvajan, pitru. Um indivíduo pode decidir identificar sua linhagem por uma gotra diferente, ou combinação de gotras.
Entre os brâmanes, vanis e sonares, é proibido casar dentro da mesma grota.